# Ансбек
Ансбек (нім. Ahnsbeck) — громада в Німеччині, розташована в землі Нижня Саксонія. Входить до складу району Целле. Складова частина об'єднання громад Лахендорф.
Площа — 20,59 км2. Населення становить 1637 ос. (станом на 31 грудня 2021).

## Галерея

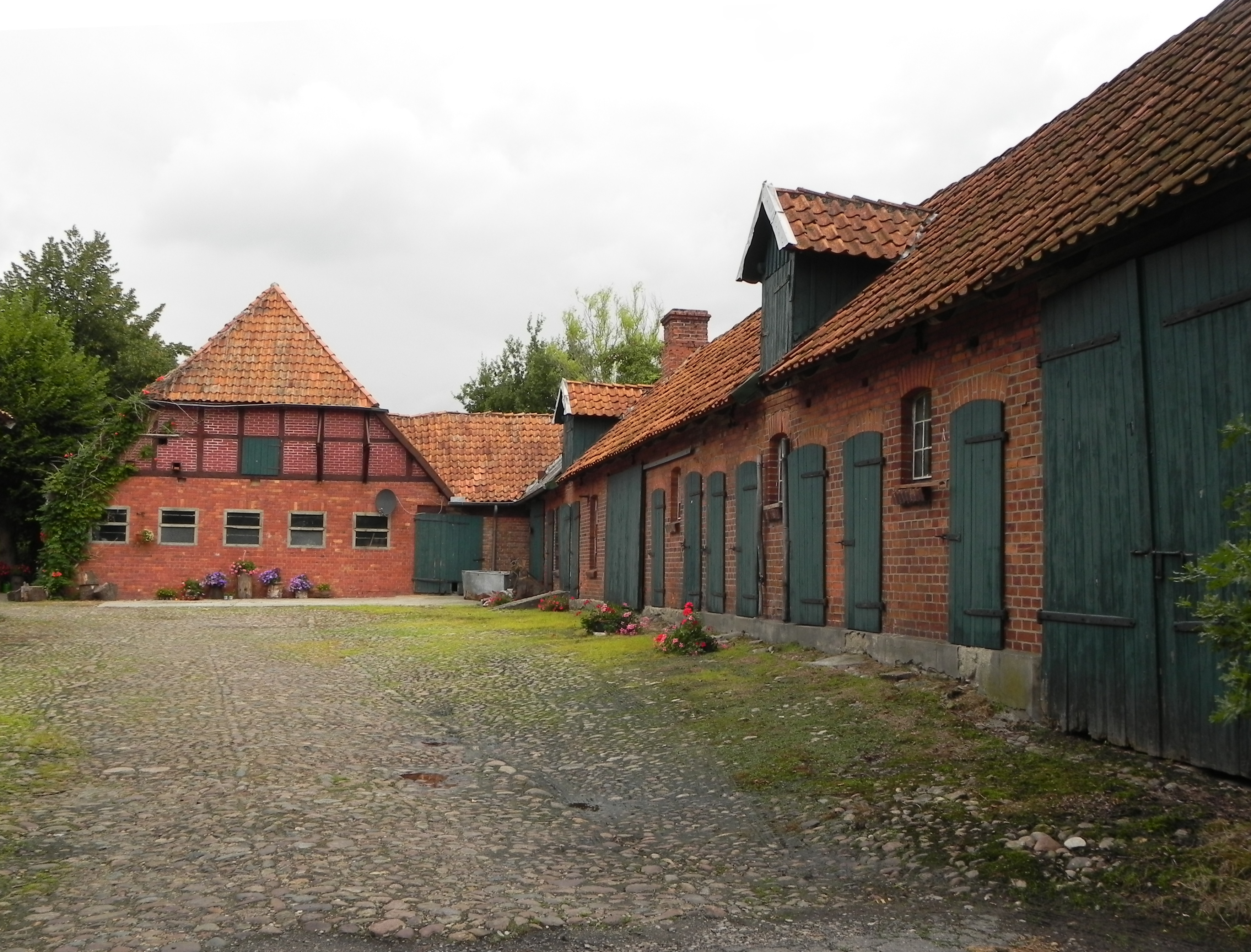
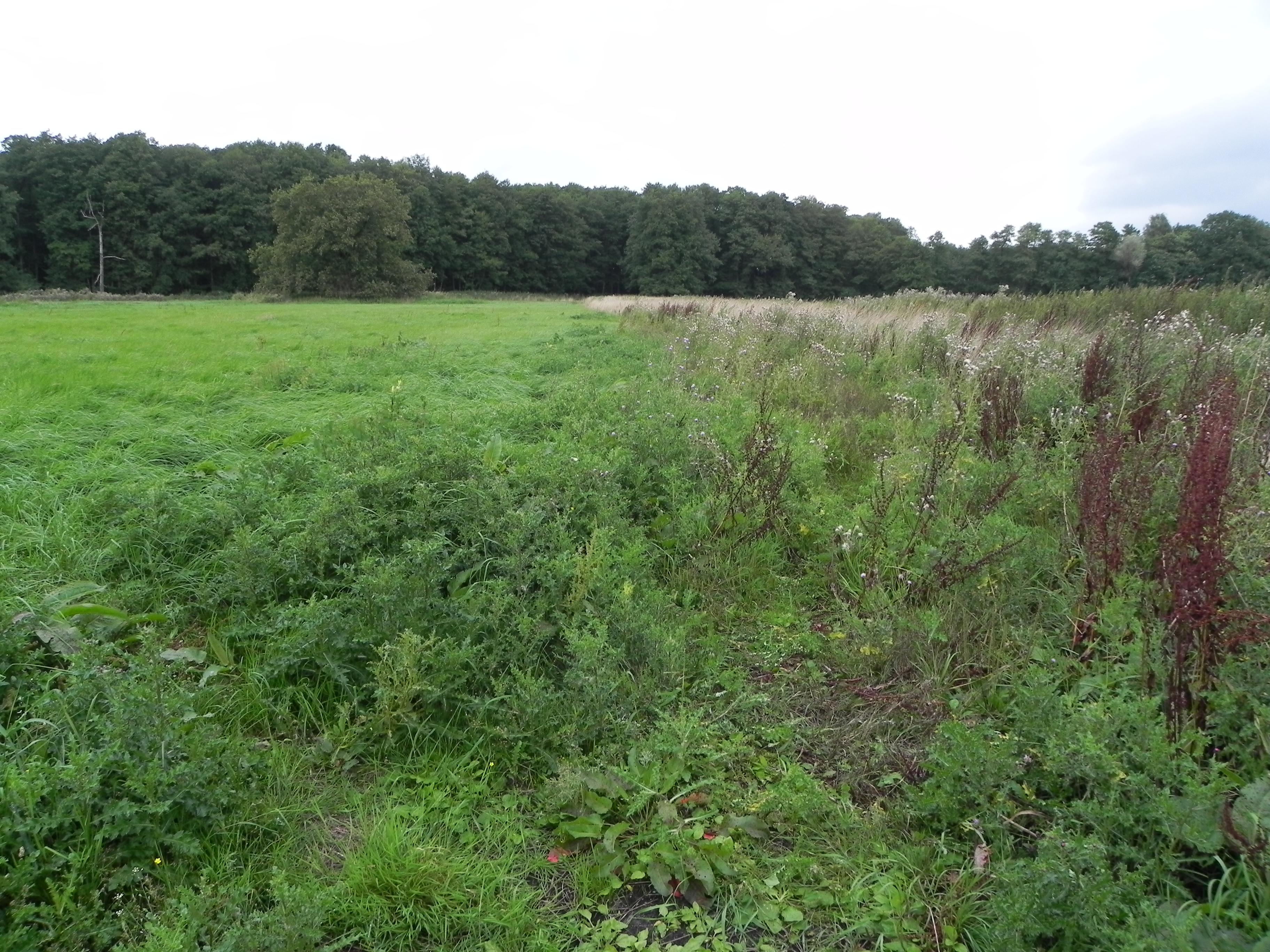